# Северная Лян
 Северная Лян (кит. упр. 北凉, пиньинь Bĕi Liáng) — одно из 16 варварских государств, на которые распался в IV веке Северный Китай. Существовало в 397—439 годах.
Северная Лян была фактически хуннским царством, так как основателем был один из вождей хуннов — Цзюйцюй Мэнсунь (Цзяньган-гун) — выходец из рода Цзюйцюй. В 423 году Северная Лян присоединила к своим владениям земли Западной Лян. Однако это, видимо, был единственный успех Северной Лян, и в 439 году она сама пала под натиском войск империи Северная Вэй. Последние правители — Ухой и Аньчжоу — укрепились в крепости Гаочан (Турфан), где хунны продержались до её захвата жужаньскими войсками в 460 году.

## Императоры Северной Лян
| Храмовое имя       | Посмертное имя                | Личное имя                            | Годы правления | Девиз правления (年號 niánhào) и годы                                                                                         |
| ------------------ | ----------------------------- | ------------------------------------- | -------------- | --- |
| отсутствует        | отсутствует                   | Дуань Е 段業 Duàn Yè                  | 397—401        | - Шэнь Си (神璽 Shénxǐ) 397—399 - Тянь Си (天璽 Tiānxǐ) 399—401                                                               |
| Тай-цзу 太祖 Tàizǔ | У Сюань-ван 武宣王 Wǔxuānwáng | Цзюйцюй Мэнсюнь 沮渠蒙遜 Jǔqú Méngxùn | 401—433        | - Юнъань (永安 Yǒngān) 401—412 - Сюаньши (玄始 Xuánshǐ) 412—428 - Чэнсюань (承玄 Chéngxuán) 428—430 - Ихэ (義和 Yìhé) 430—433 |
| отсутствует        | Ай-ван 哀王 Āiwáng            | Цзюйцюй Муцзянь 沮渠牧犍 Jǔqú Mùjiān  | 433—439        | - Юнхэ (永和 Yǒnghé) 433—439                                                                                                  |
| отсутствует        | отсутствует                   | Цзюйцюй Ухуэй 沮渠無諱 Jǔqú Wúhùi     | 442—444        | - Чэнпин (承平 Chéngpíng) 442—443 - Цяньшоу (乾壽 Qiánshòu) 443—444                                                           |
| отсутствует        | отсутствует                   | Цзюйцюй Аньчжоу 沮渠安周 Jǔqú Ānzhōu  | 444—460        | - Чэнпин (承平 Chéngpíng) 444—460                                                                                             |